# Komet Mueller 4
Komet Mueller 4 (uradna oznaka je 149P/Mueller 4) je periodični komet z obhodno dobo okoli 9,0 let. 
Komet pripada Jupitrovi družini kometov .

## Odkritje
Komet je odkrila ameriška astronomka Jean Mueller 16. februarja 1992 na Observatoriju Palomar v Kaliforniji, ZDA.